# Elisabeth Feichtinger

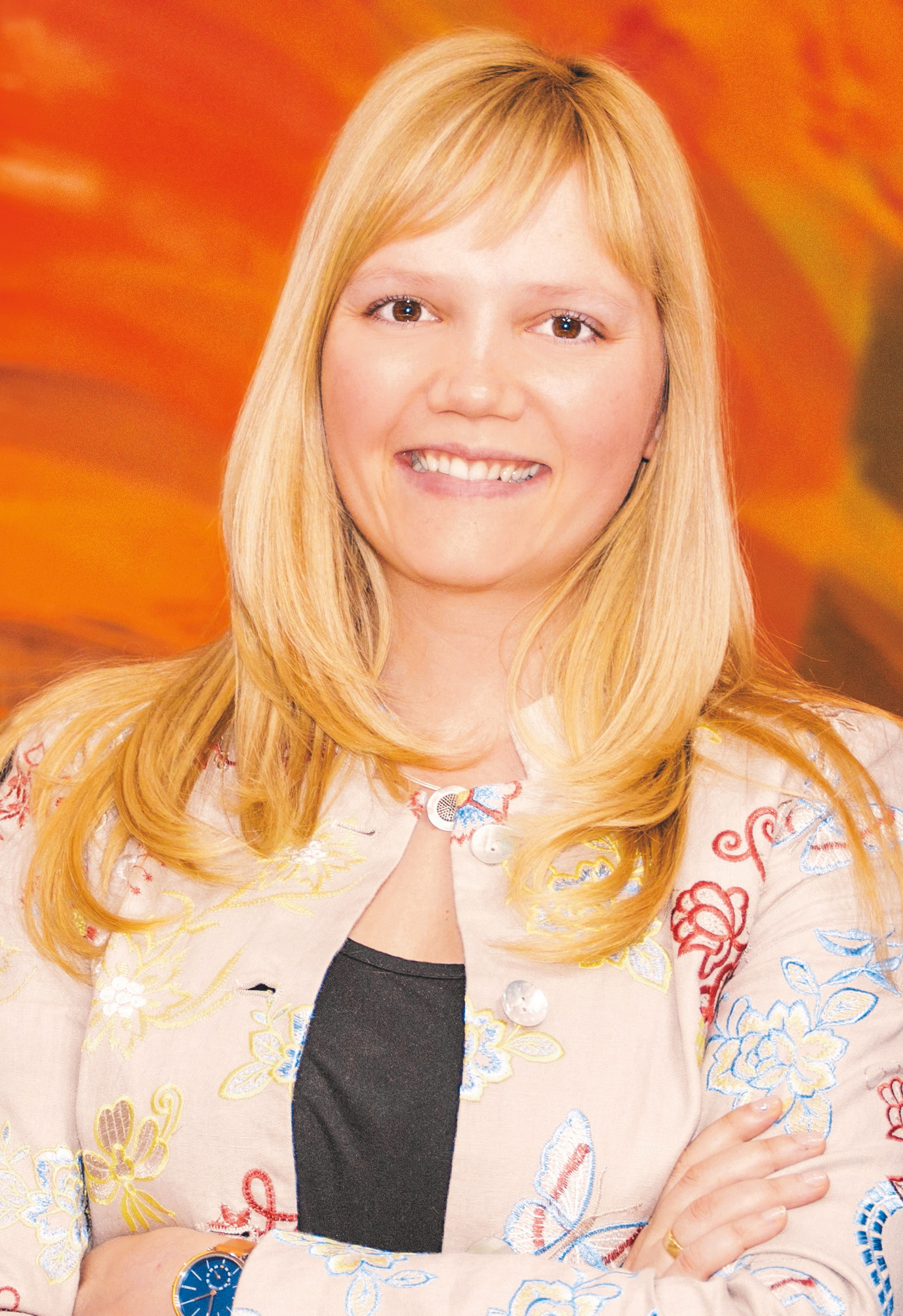
Elisabeth Feichtinger (2018)

Elisabeth Feichtinger (* 24. September 1987 in Gmunden) ist eine österreichische Politikerin (SPÖ). Vom 13. Jänner 2021 bis zum 23. Oktober 2024 war sie Abgeordnete zum österreichischen Nationalrat. Zuvor war sie bereits vom 9. November 2017 bis zum 22. Oktober 2019 Nationalrats-Abgeordnete gewesen.
Von 2015 bis zu ihrer Abwahl bei der Bürgermeisterwahl 2021 war sie Bürgermeisterin von Altmünster am Traunsee. Seit dem 7. März 2025 ist sie erneut Nationalratsabgeordnete.

## Leben
Elisabeth Feichtinger legte 2007 die Matura an der HTL 1 in Linz ab. Danach studierte sie von 2007 bis 2011 an der Universität Salzburg  Slawistik und Kommunikationswissenschaft, anschließend an der Pädagogischen Hochschule der Diözese Linz das Lehramtsstudium für Volks- und Sonderschulpädagogik, sowie Religionspädagogik. Ihre Studien an der Pädagogischen Hochschule schloss sie 2015 mit einem zweifachen Bachelor of Education (BEd) ab. Neben ihren politischen Funktionen war sie kurzfristig Lehrerin für Integration an der Neuen Mittelschule in St. Georgen im Attergau. Feichtinger ist begeisterte Künstlerin für Schnitzarbeiten mittels Motorsäge, lebt in Neukirchen bei Altmünster und ist verheiratet.

## Politik
Elisabeth Feichtinger begann ihr politisches Engagement in der Gemeindepolitik. Sie ist seit 2009 Mitglied des Gemeinderates von Altmünster am Traunsee, 2014 wurde sie zur Vizebürgermeisterin gewählt. Bei den Gemeinderats- und Bürgermeisterwahlen in Oberösterreich am 27. September 2015 siegte sie bei der Direktwahl zur Bürgermeisterin der Gemeinde.
Bei den Gemeinderats- und Bürgermeisterwahlen in Oberösterreich am 26. September 2021 wurde sie als Bürgermeisterin abgewählt, da der ÖVP-Kandidat Martin Pelzer im ersten Wahlgang 51,87 Prozent erreichte.
Bei den vorgezogenen Nationalratswahlen am 15. Oktober 2017 kandidierte Feichtinger am Bundeswahlvorschlag der SPÖ und zog als Abgeordnete ihrer Partei in den Nationalrat ein. Sie war reguläres Mitglied in den Ausschüssen für Ländlichen Raum, Unterricht sowie Umwelt.
Aufgrund der Wahlen vom 29. September 2019 und dem schlechten Abschneiden der SPÖ verlor sie ihr bisheriges Mandat und schied aus dem Nationalrat aus. Mit dem Ausscheiden von Markus Vogl aus dem Nationalrat, der nach Steyr zurückkehrte, um dort nach der Gemeindewahl das Amt des Bürgermeisters zu übernehmen, rückte Elisabeth Feichtinger im Jänner 2021 erneut auf ein Nationalrats-Mandat nach. Dieses Mandat war parteiintern eigentlich Andreas Brich, einem Steyrer, zugedacht gewesen, wegen Feichtingers Listenplatzierung vor Brich konnte diese aber das Mandat letztlich für sich behaupten.
Am 7. März 2025 rückte sie für Eva-Maria Holzleitner im Nationalrat nach, die als Ministerin in die Bundesregierung Stocker wechselte.